# Assembly (musikalbum)
Assembly är det femte studioalbumet med det norska metal-bandet Theatre of Tragedy. Albumet gavs ut 2002 av skivbolaget Nuclear Blast.

## Låtlista
1. "Automatic Lover" – 4:26
2. "Universal Race" – 3:30
3. "Episode" – 3:34
4. "Play" – 3:25
5. "Superdrive" – 3:48
6. "Let You Down" – 2:56
7. "Starlit" – 4:08
8. "Envision" – 3:59
9. "Flickerlight" – 3:46
10. "Liquid Man" – 4:16
11. "Motion" – 4:41

Bonusspår (div. utgåvor)
1. "You Keep Me Hangin' On" (Brian Holland/Eddie Holland/Lamont Dozier) (The Supremes-cover) – 3:59

- Text och musik: Theatre of Tragedy (där inget annat anges)

## Medverkande
Musiker (Theatre of Tragedy-medlemmar)
- Raymond Istvàn Rohonyi – sång
- Liv Kristine Espenæs – sång
- Frank Claussen – gitarr
- Hein Frode Hansen – trummor
- Lorentz Aspen – synthesizer
- Vegard K. Thorsen – gitarr

Produktion
- Hiili Hiilesmaa – producent, ljudtekniker, ljudmix
- Jukka Puurula – ljudtekniker
- Mika Jussila – mastering
- Thomas Ewerhard – omslagskonst
- Siv Sivertsen – foto
- Torbjørn Heggheim – foto